# 花斑脂頰電鰻
花斑脂頰電鰻，為輻鰭魚綱電鰻目短吻電鰻科的其中一種，為熱帶淡水魚，分布於南美洲委內瑞拉及巴西淡水流域，體長可達20.9公分，棲息在底中層水域，生活習性不明。